# Деалу Негру (Клуж)
Деалу Негру (рум. Dealu Negru) насеље је у Румунији у округу Клуж у општини Калацеле. Oпштина се налази на надморској висини од 1085 m.

## Становништво
Према подацима из 2002. године у насељу је живело 463 становника, од којих су сви румунске националности.